# Hermann Jacobi (prawnik)
Hermann Jacobi (ur. 6 stycznia 1860 w Grodzisku Wielkopolskim - niem. Grätz, zm. 2 stycznia 1939 we Frankfurcie nad Odrą) – niemiecki adwokat i notariusz żydowskiego pochodzenia, wieloletni przewodniczący gminy synagogalnej we Frankfurcie nad Odrą.
17 marca 1899 poślubił Elisabeth Jacobi z domu Michaelis, urodzoną 22 listopada 1871 w Berlinie. Zmarł w swoim mieszkaniu przy adresie Park 2 wskutek zawału serca i uszkodzenia lewej półkuli mózgu. Nie jest wykluczone, że było to pośrednie następstwo pobicia podczas Nocy kryształowej, które według ustnych przekazów miało miejsce w jego mieszkaniu.